# Conops punctifrons
Conops punctifrons är en tvåvingeart som beskrevs av Krober 1916. Conops punctifrons ingår i släktet Conops och familjen stekelflugor. Inga underarter finns listade i Catalogue of Life.